# Robert Adler
Robert Adler (født 4. december 1913, død 15. februar 2007) var en østrigsfødt amerikansk opfinder. Robert Adler tog en ph.d. i fysik ved Wiens Universitet i 1937. Herefter emigrerede han til USA.
Robert Adler tog patent på 180 forskellige elektroniske enheder, senest på en ny form for touch screen-teknologi, den 1. februar 2007, kun to uger før sin død.
Hans nok mest kendte og elskede opfindelse er fjernbetjeningen, som de fleste mennesker bruger dagligt.